# (5501) 1982 FF2
(5501) 1982 FF2 là một tiểu hành tinh vành đai chính. Nó được phát hiện bởi Laurence G. Taff ở Socorro, New Mexico, ngày 30 tháng 3 năm 1982.